# Třída Kedah
Třída Kedah je třída oceánských hlídkových lodí Malajsijského královského námořnictva. Plavidla patří do typové řady MEKO německé loděnice Blohm + Voss. V této typové řadě je třída Kedah označena jako MEKO 100 RMN. Lodě jsou určeny především pro průzkum a hlídkování v námořní výlučné ekonomické zóně země.

## Stavba
Kontrakt na první šestikusovou sérii byl podepsán v roce 2000. První dvě jednotky byly postaveny loděnicí Blohm + Voss v Hamburku a následně vystrojeny v Malajsii. Další čtyři jednotky postavila malajsijská loděnice Boustead Naval Shipyard (BNS) v Lumutu ve spolkovém státě Perak. Celá šestice lodí byla postavena v letech 2001–2010.
Jednotky třídy Kedah:
| Jméno             | Loděnice     | Založení kýlu | Spuštěna           | Vstup do služby   | Status  |
| ----------------- | ------------ | ------------- | ------------------ | ----------------- | ------- |
| Kedah (F171)      | Blohm + Voss | 2001          | 21. března 2003    | 10. června 2006   | aktivní |
| Pahang (F172)     | Blohm + Voss | 2001          | 2. října 2003      | 3. srpna 2006     | aktivní |
| Perak (F173)      | BNS          | 2003          | 12. listopadu 2007 | 3. června 2009    | aktivní |
| Terengganu (F174) | BNS          | 2004          | 6. prosince 2007   | 8. prosince 2009  | aktivní |
| Kelantan (F175)   | BNS          | 2005          | 24. listopadu 2008 | 8. května 2010    | aktivní |
| Selangor (F176)   | BNS          | 2006          | 23. července 2009  | 28. prosince 2010 | aktivní |

## Konstrukce

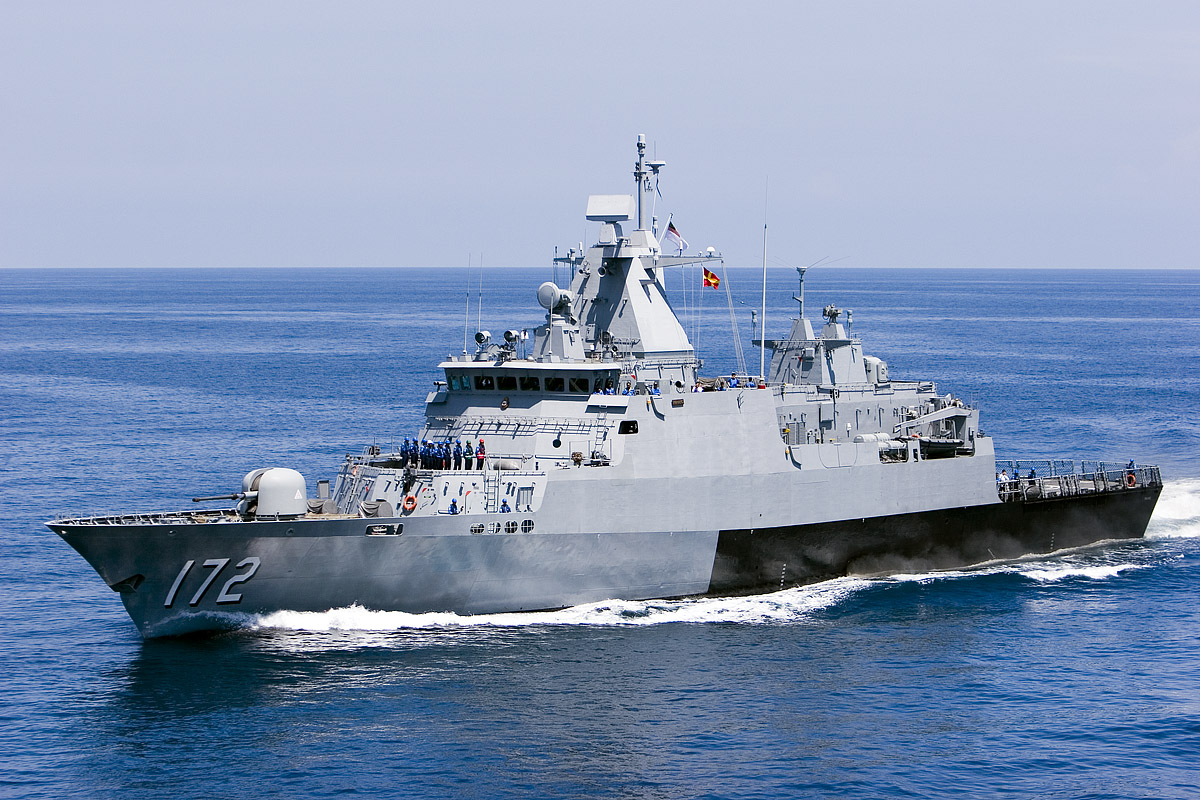
Pahang (F172)

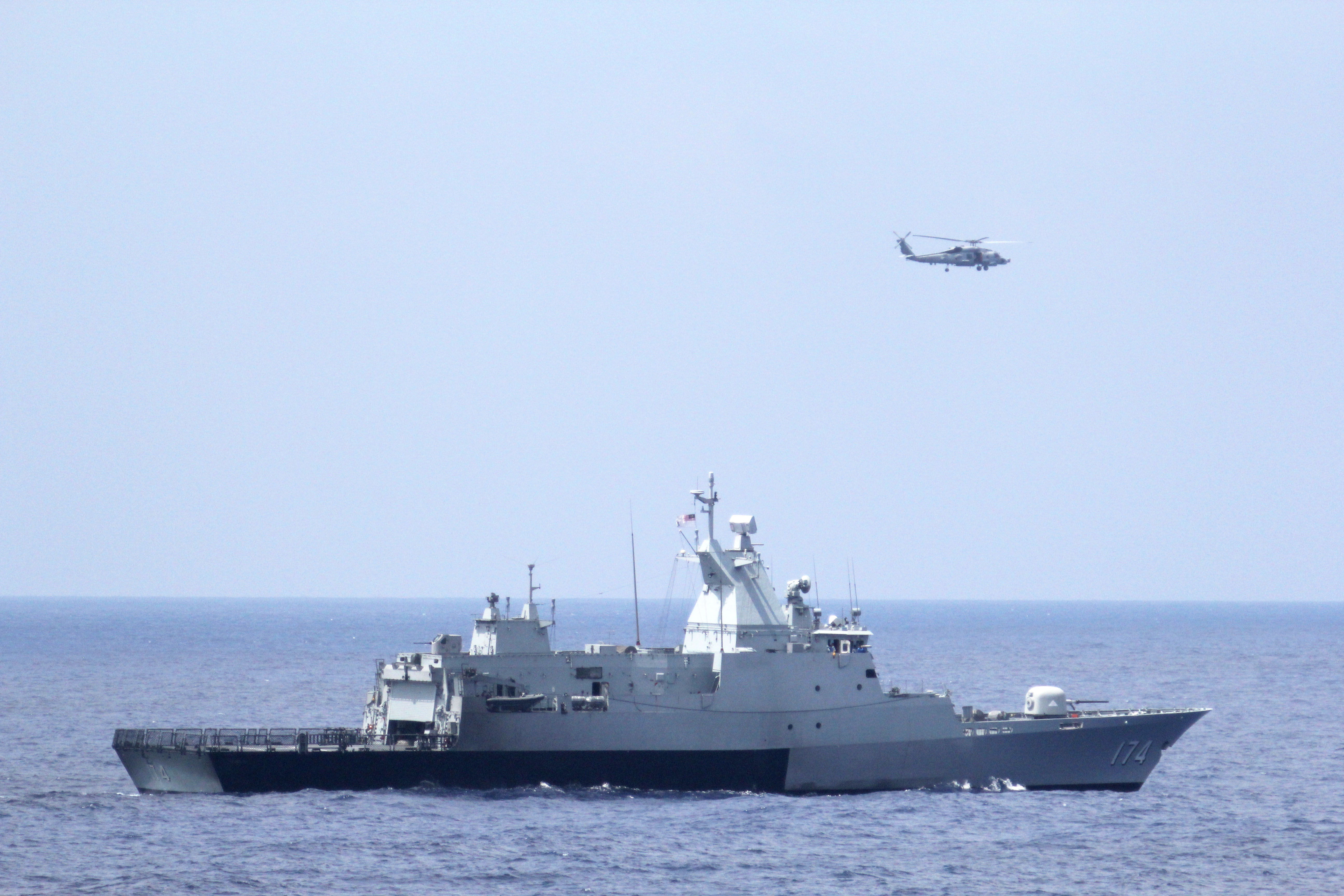
Terengganu (F174)

V konstrukci plavidel jsou uplatněny prvky technologií stealth, snižujících jejich radarový obraz a infračervenou stopu. Konstrukce je modulární. Plavidla jsou vybavena bojovým řídícím systémem STN Atlas COSYS-110M1, víceúčelový 3D radar EADS TRS-3D, navigační radar STN Atlas 9600, střelecký radar TMX-EO a sonar NDS-3060. Dále dostala systémy řízení palby Radamec 1400 a LSEOS Mk.2B a dva vrhače klamných cílů Mk.36 SRBOC. Výzbroj tvoří jeden 76mm kanón OTO Melara Compact v dělové věži na přídi, jeden 30mm kanón Breda-Mauser a dva 12,7mm kulomety. Plánováno bylo dodatečné zásadní posílení výzbroje. Na palubě je například vyhrazen prostor pro instalaci protiletadlových a protilodních řízených střel a protiponorkových torpédometů. Na zádi se nachází přistávací plocha a hangár pro jeden vrtulník Super Lynx 300. Pohonný systém tvoří dva diesely Caterpillar 3616 DITA, každý o výkonu 8000 bhp, pohánějící dva lodní šrouby se stavitelnými lopatkami. Nejvyšší rychlost dosahuje 24 uzlů. Dosah je 6000 námořních mil při rychlosti 12 uzlů. Vytrvalost je 21 dní.

### Modifikace
Roku 2011 probíhal tendr na protilodní střely, ve kterém soutěžily pro Malajsijské námořnictvo standardní typ MM.40 Exocet a nové norské střely Naval Strike Missile. Následovat měl výběr protiletadlových střel. Přesto ještě v roce 2021 plavidla řízené střely nenesla, přičemž první pár již dosáhl poloviny plánované životnosti.